# Unione Economica di Luhansk
L'Unione Economica di Luhansk è un partito politico della Repubblica Popolare di Lugansk.

## Storia
Il 7 ottobre 2014 si è tenuta l'assemblea costituente dell'Unione Economica di Luhansk. LES è stata fondata dagli imprenditori di Lugansk, uomini d'affari e rappresentanti dell'industria ne sono diventati membri. I piani dell'organizzazione includono il ripristino economico postbellico della Repubblica popolare di Luhansk.
Nelle elezioni generali del 2014, il movimento era rappresentato dai primi tre membri della lista elettorale: il leader sindacale Oleg Akimov, il minatore Yuriy Pakholyuk, l'agricoltore Yuriy Morozov e il presidente del movimento, direttore dell'impresa di lavorazione del pane Zinaida Nadion.
L'Unione economica di Luhansk ha condotto una campagna alle elezioni generali con il motto "Ricchezza in ogni casa". L'obiettivo del suo programma economico è "creare un modello economico forte nella Repubblica popolare indipendente di Luhansk e far rivivere il suo potenziale industriale, produttivo e agricolo". Il leader della lista del movimento sociale Oleg Akimov ha dichiarato: "Solo un'economia sviluppata consentirà alla LPR di continuare il suo sviluppo come stato forte e indipendente e di perseguire una politica indipendente basata sui suoi interessi nazionali".
Secondo i risultati delle elezioni parlamentari, sono stati eletti 15 membri dell'Unione economica di Luhansk, rappresentanti del complesso industriale e degli affari della regione di Luhansk, che sono diventati deputati del Consiglio del Popolo della Repubblica Popolare di Lugansk.
Il 30 maggio 2015 è stato aperto a Lugansk il primo ricevimento pubblico dell'Unione economica di Luhansk nella Federazione dei sindacati.

## Risultati elettorali
| Elezioni                               | Voti    | Seggi   |
| -------------------------------------- | ------- | ------- |
| Elezioni generali del Donbass del 2014 | 105.870 | 15 / 50 |
| Elezioni generali del Donbass del 2018 | 219.612 | 13 / 50 |